# 豐泰內梅隆
豐泰內梅隆是瑞士的城鎮，位於該國西部，由納沙泰爾州負責管轄，面積2.45平方公里，海拔高度864米，2011年人口1,625，四成半人口信奉基督教，人口密度每平方公里663人。